# Trophée Michel Bergeron
Die Trophée Michel Bergeron (englisch Michel Bergeron Trophy) ist eine Trophäe der Québec Major Junior Hockey League. Sie wird seit 1981 jährlich an den besten Rookie der Liga unter allen Offensivspielern verliehen.
Parallel wird ebenfalls seit 1981 für den besten Liganeuling unter den Defensivspielern die Trophée Raymond Lagacé verliehen. Für den besten Liganeuling unter allen Spielern dient seit 1992 die Coupe RDS. Bis 1981 zeichnete die damals als LHJMQ Recrue de l’année (englisch QMJHL Rookie of the Year) bekannte Auszeichnung den besten Rookie unter allen Spielern aus.
Die Trophäe ist nach Michel Bergeron benannt, der zwischen 1971 und 1974 in der QMJHL als Spieler aktiv war und später für die Detroit Red Wings und Washington Capitals in der National Hockey League spielte.

## Liste der Gewinner
- Jahr: Nennt das Jahr, in dem der Spieler die Trophée Michel Bergeron gewonnen hat bzw. zum Recrue de l’année ernannt wurde.
- Preisträger: Nennt den Namen des Preisträgers.
- Team: Nennt das Franchise, für das der Spieler zum damaligen Zeitpunkt gespielt hat.

- Gelb unterlegte Spieler wurden in dieser Saison auch mit der Coupe RDS ausgezeichnet.

### Trophée Michel Bergeron
| Jahr | Preisträger            | Team                     |
| ---- | ---------------------- | ------------------------ |
| 2025 | Matwei Gridin          | Shawinigan Cataractes    |
| 2024 | Émile Guité            | Chicoutimi Saguenéens    |
| 2023 | Maxim Massé            | Chicoutimi Saguenéens    |
| 2022 | Jakub Brabenec         | Charlottetown Islanders  |
| 2021 | Antonin Verreault      | Gatineau Olympiques      |
| 2020 | Zachary Bolduc         | Rimouski Océanic         |
| 2019 | Hendrix Lapierre       | Chicoutimi Saguenéens    |
| 2018 | Alexis Lafrenière      | Rimouski Océanic         |
| 2017 | Nico Hischier          | Halifax Mooseheads       |
| 2016 | Witali Abramow         | Gatineau Olympiques      |
| 2015 | Dmytro Timashov        | Québec Remparts          |
| 2014 | Nikolaj Ehlers         | Halifax Mooseheads       |
| 2013 | Walentin Sykow         | Baie-Comeau Drakkar      |
| 2012 | Michail Grigorenko     | Québec Remparts          |
| 2011 | Charles Hudon          | Chicoutimi Saguenéens    |
| 2010 | Petr Straka            | Rimouski Océanic         |
| 2009 | Dmitri Kugryschew      | Québec Remparts          |
| 2008 | Nicolas Deschamps      | Chicoutimi Saguenéens    |
| 2007 | Jakub Voráček          | Halifax Mooseheads       |
| 2006 | Angelo Esposito        | Québec Remparts          |
| 2005 | Derick Brassard        | Drummondville Voltigeurs |
| 2004 | Sidney Crosby          | Rimouski Océanic         |
| 2003 | Petr Vrána             | Halifax Mooseheads       |
| 2002 | Benoît Mondou          | Baie-Comeau Drakkar      |
| 2001 | Pierre-Marc Bouchard   | Chicoutimi Saguenéens    |
| 2000 | Christopher Montgomery | Montréal Rocket          |
| 1999 | Ladislav Nagy          | Halifax Mooseheads       |
| 1998 | Mike Ribeiro           | Rouyn-Noranda Huskies    |
| 1997 | Vincent Lecavalier     | Rimouski Océanic         |
| 1996 | Pavel Rosa             | Hull Olympiques          |
| 1995 | Daniel Brière          | Drummondville Voltigeurs |
| 1994 | Christian Dubé         | Sherbrooke Faucons       |
| 1993 | Steve Brulé            | Saint-Jean Lynx          |
| 1992 | Alexandre Daigle       | Victoriaville Tigres     |
| 1991 | René Corbet            | Drummondville Voltigeurs |
| 1990 | Martin Lapointe        | Laval Titan              |
| 1989 | Yanic Perreault        | Trois-Rivières Draveurs  |
| 1988 | Martin Gélinas         | Hull Olympiques          |
| 1987 | Rob Murphy             | Laval Voisins            |
| 1986 | Pierre Turgeon         | Granby Bisons            |
| 1985 | Jimmy Carson           | Verdun Junior Canadiens  |
| 1984 | Stéphane Richer        | Granby Bisons            |
| 1983 | Pat LaFontaine         | Verdun Juniors           |
| 1982 | Sylvain Turgeon        | Hull Olympiques          |
| 1981 | Claude Verret          | Trois-Rivières Draveurs  |

### LHJMQ Recrue de l’année
| Jahr | Preisträger       | Team                    |
| ---- | ----------------- | ----------------------- |
| 1980 | Dale Hawerchuk    | Cornwall Royals         |
| 1979 | Alain Grenier     | Laval National          |
| 1978 | Denis Savard      | Montréal Juniors        |
| 1978 | Normand Rochefort | Trois-Rivières Draveurs |
| 1977 | Rick Vaive        | Sherbrooke Castors      |
| 1976 | Jean-Marc Bonamie | Shawinigan Dynamos      |
| 1975 | Denis Pomerleau   | Hull Festivals          |
| 1974 | Mike Bossy        | Laval National          |
| 1973 | Pierre Larouche   | Sorel Éperviers         |
| 1972 | Bob Murray        | Cornwall Royals         |
| 1971 | Bob Murphy        | Cornwall Royals         |
| 1970 | Serge Martel      | Verdun Maple Leafs      |

1. 1 2  zwei Preisträger